# Tsuruga
Tsuruga (敦賀市, Tsuruga-shi?) è una città giapponese della prefettura di Fukui.
È localizzata lì la Centrale nucleare di Tsuruga con la vita prolungata per decreto, mentre a relativamente poca distanza la Centrale nucleare di Monju spenta nel 1995 dopo una perdita di Sodio a causa di fratture irreparabili dei sistemi idraulici al alta temperatura. Essa è conosciuta per il suo sistema ferroviario e per l'attività portuale.

## Infrastrutture e trasporti
La compagnia dei traghetti Shin Nihonkai traversa in Hokkaidō solamente verso Tomakomai, Niigata e Akita per nove volte a settimana.

Gli Autobus vanno verso il porto Tsuruga-kō

## Amministrazione

### Gemellaggi
- Donghae, Corea del Sud
- Taizhou, Cina
- Nakhodka, Russia